# Oghamstein von Speke Keeill
Der 2007 entdeckte Oghamstein von Speke Keeill ist eine kleine, flache Schieferplatte. Ihre gebundene Oghaminschrift ist entlang einer Linie, die sich über die Oberfläche (eine für Schottland typische Form) schlängelt, statt auf der Kante eingeritzt. Der Keeill von Speke liegt westlich von Douglas auf der Isle of Man.
Oghaminschriften auf Steinoberflächen (anstatt auf Kanten) sind außerhalb Schottlands, wo sie typisch für piktische Oghaminschriften sind, ungewöhnlich. Gebundene Inschriften wie diese sind eine Schriftform, bei der die einzelnen Oghamzeichen an den Spitzen verbunden sind. Die auch auf einigen piktischen Oghamsteinen gefundene Form wird als piktischer Einfluss auf die Form des Ogham angesehen. Piktische Oghamsteine datieren in der Regel etwas später als die irischen Oghamsäulen und die sprachliche Spätform „maci“ für die „maqi“ in diesem Text zeigt, dass er, verglichen mit anderen Oghamsäulen, zu einem späten Zeitpunkt geschrieben wurde.
Der Stein wurde in der Nähe eines Keeill bei einer gestörten Steinkiste gefunden und war wohl ein Denkmal für die etwa 14–20 Jahre alten  Bestatteten. Ein datiertes Fragment eines Schädels aus dem Grab stammt aus der Zeit zwischen 540 und 650 n. Chr., was die Inschrift in die zweite Hälfte des 6. oder in die erste Hälfte des 7. Jahrhunderts datiert. Diese Zeitstellung steht im Einklang mit dem Textbild und den sprachlichen Besonderheiten. Die Bedeutung der Entdeckung besteht darin, dass es eines der wenigen Beispiele für  Oghaminschriften aus dieser Periode ist. 
Der rekonstruierbare Teil der Inschrift lautet: [--][A] MAC[I] MUCOI CATIALL[I] = …, Sohn des Stammes der Catiall[i].
Der Stein wird im Manx Museum in Douglas ausgestellt.